# Saepinum

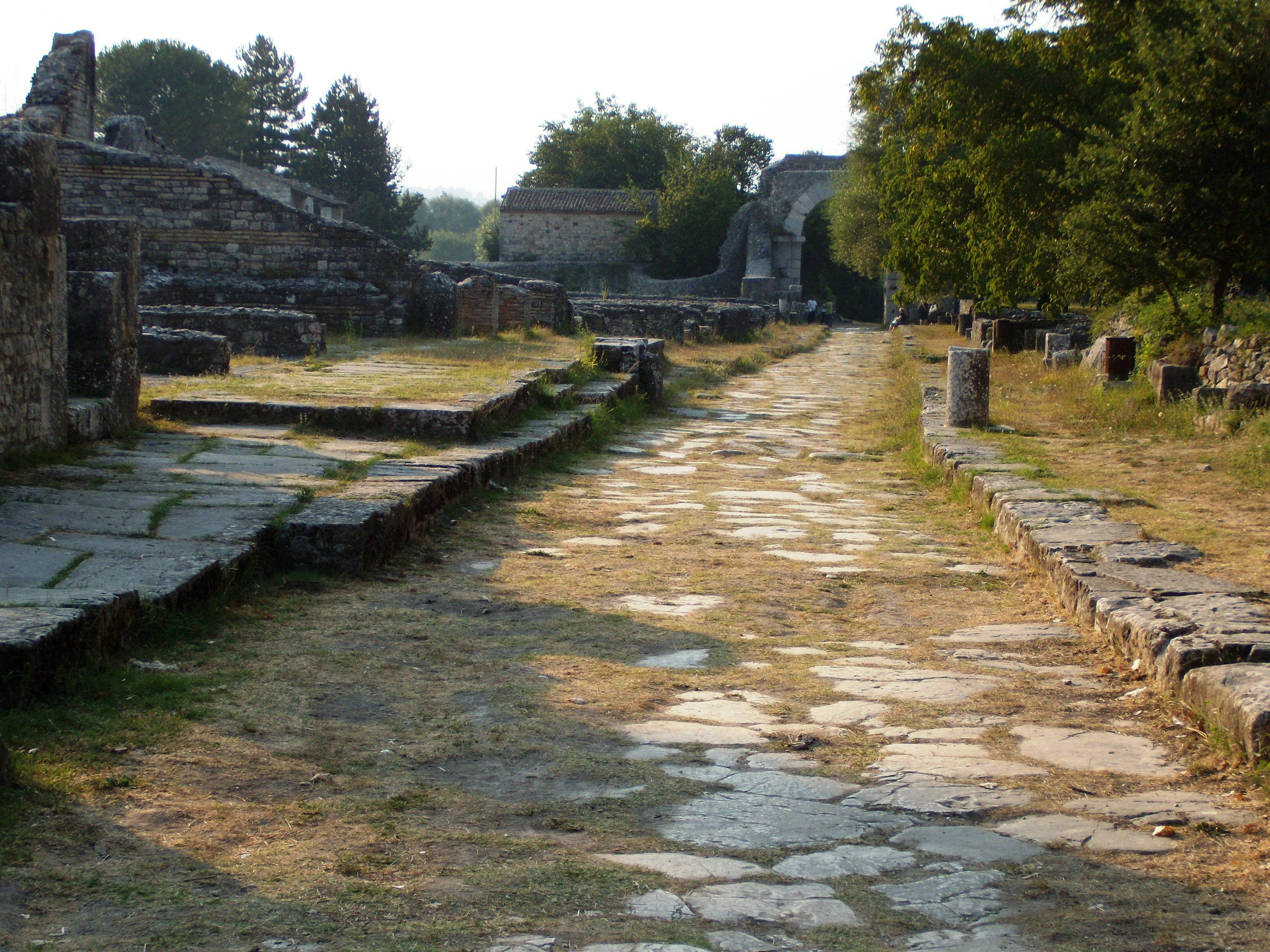
Saepinum

Saepinum war eine antike Stadt im heutigen Süditalien.

## Geschichte
Saepinum wurde zunächst von Samniten bewohnt und lag auf dem nordwestlichen Abhang des Berges Mutria beim heutigen Torrevecchia. 293 v. Chr. wurde es von den Römern unter Lucius Papirius Cursor erobert, die die Stadt an den später Altilia genannten Ort in die Flussebene des Timmarus (jetzt Tammaro) verlegten. Im Bundesgenossenkrieg erhielt Saepinum 89 v. Chr. das römische Stadtrecht als Municipium, das zur Tribus Voltinia gehörte. Im 2. Jahrhundert wurde es colonia. Aus Saepinum stammte die Familie der Neratii, zu der mehrere Konsuln und der Jurist Lucius Neratius Priscus gehörten.
Im frühen Mittelalter wurde Saepinum aufgegeben. Eine Nachfolgesiedlung lag wieder in der Nähe des samnitischen Saepinum und übertrug den Namen später auf das jetzige Sepino.
Die römische Stadt ist bisher nur teilweise erforscht. Sie war von einer 4 n. Chr. fertiggestellten Stadtmauer mit vier Toren umgeben. In der Mitte der Stadt liegt ein trapezförmiges Forum, das laut einer Inschrift von einem Gaius Papius Faber gepflastert wurde. Im Norden lag ein Theater.

## Sehenswürdigkeiten

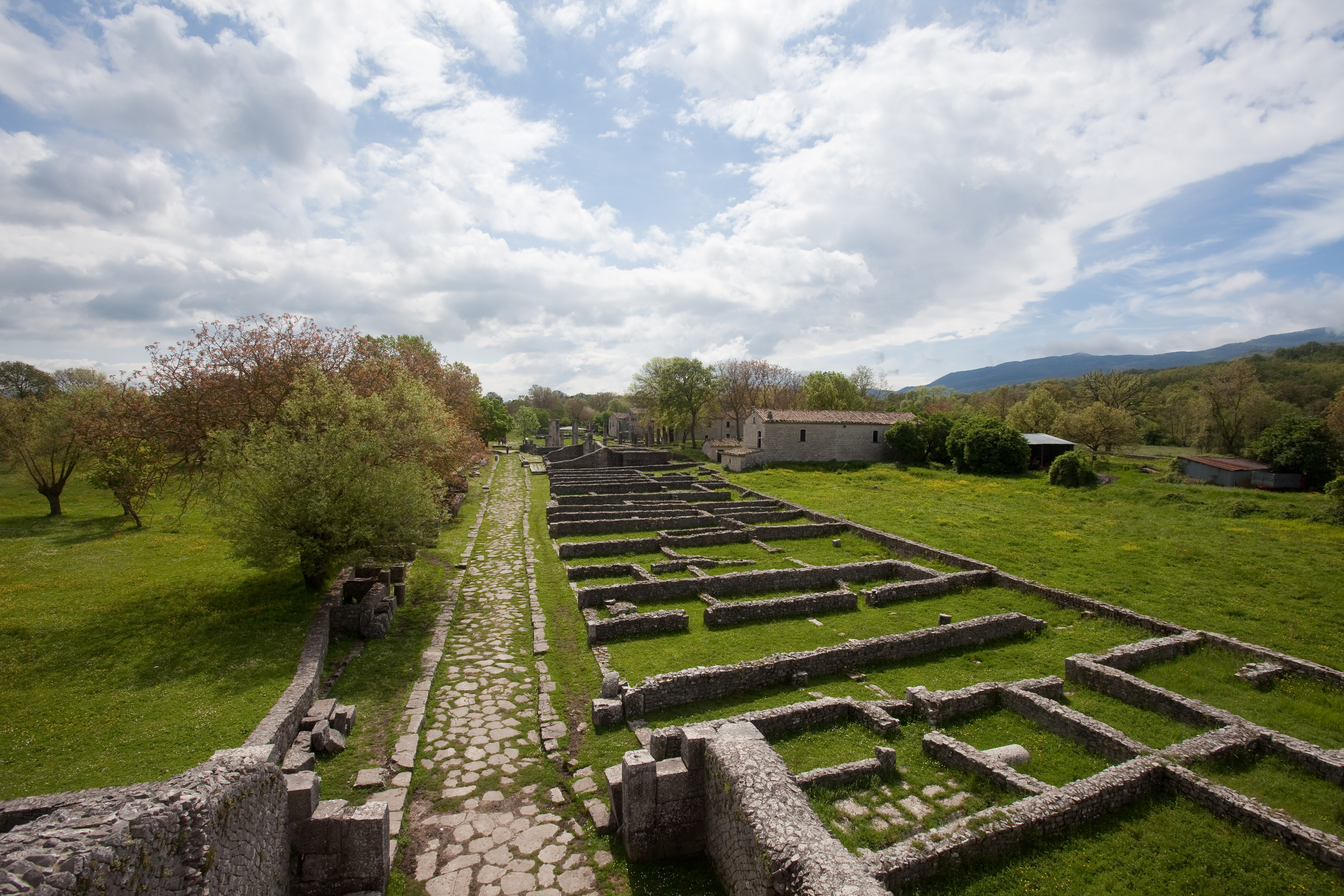
Panoramasicht
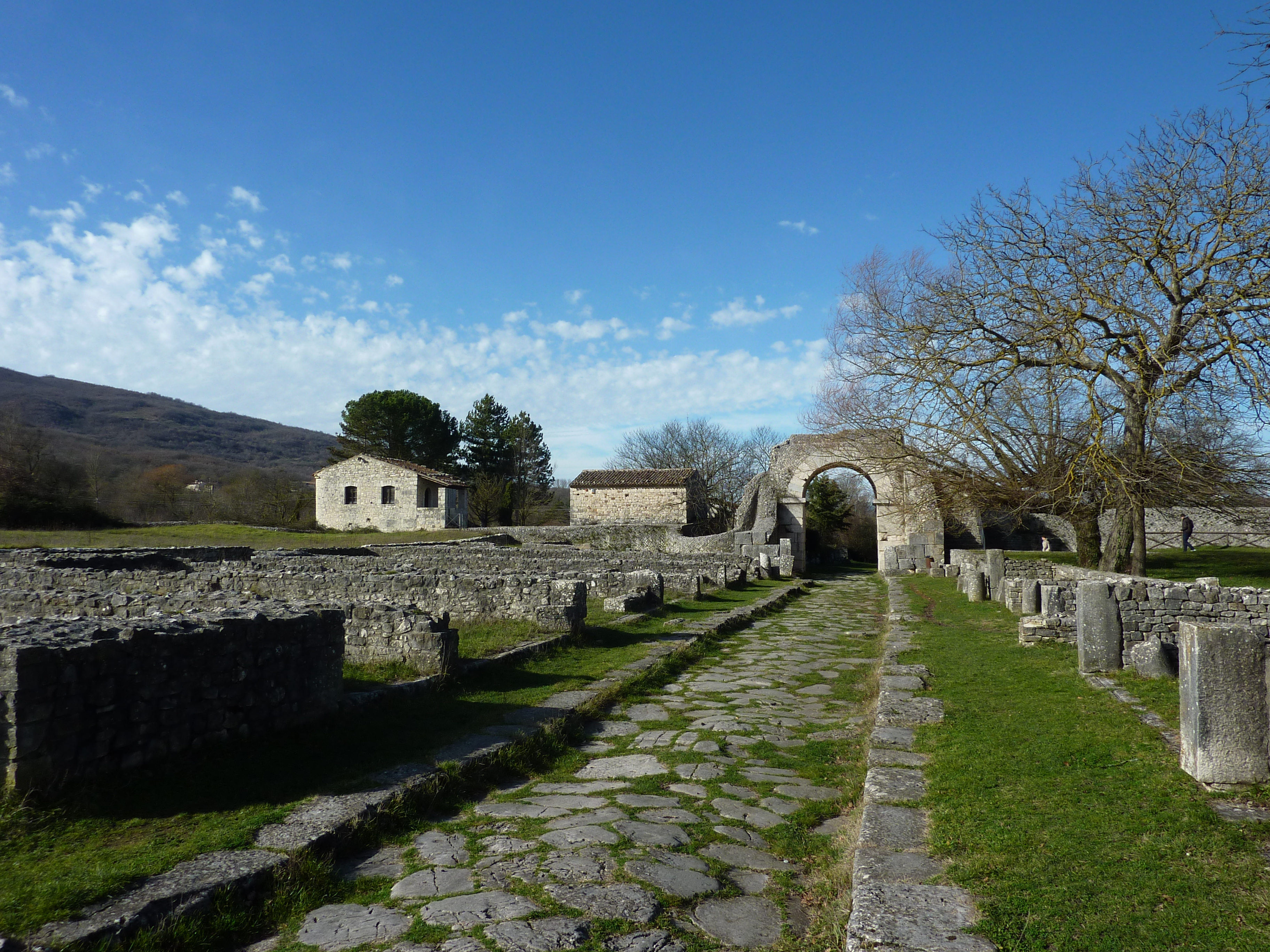
Porta Bojano
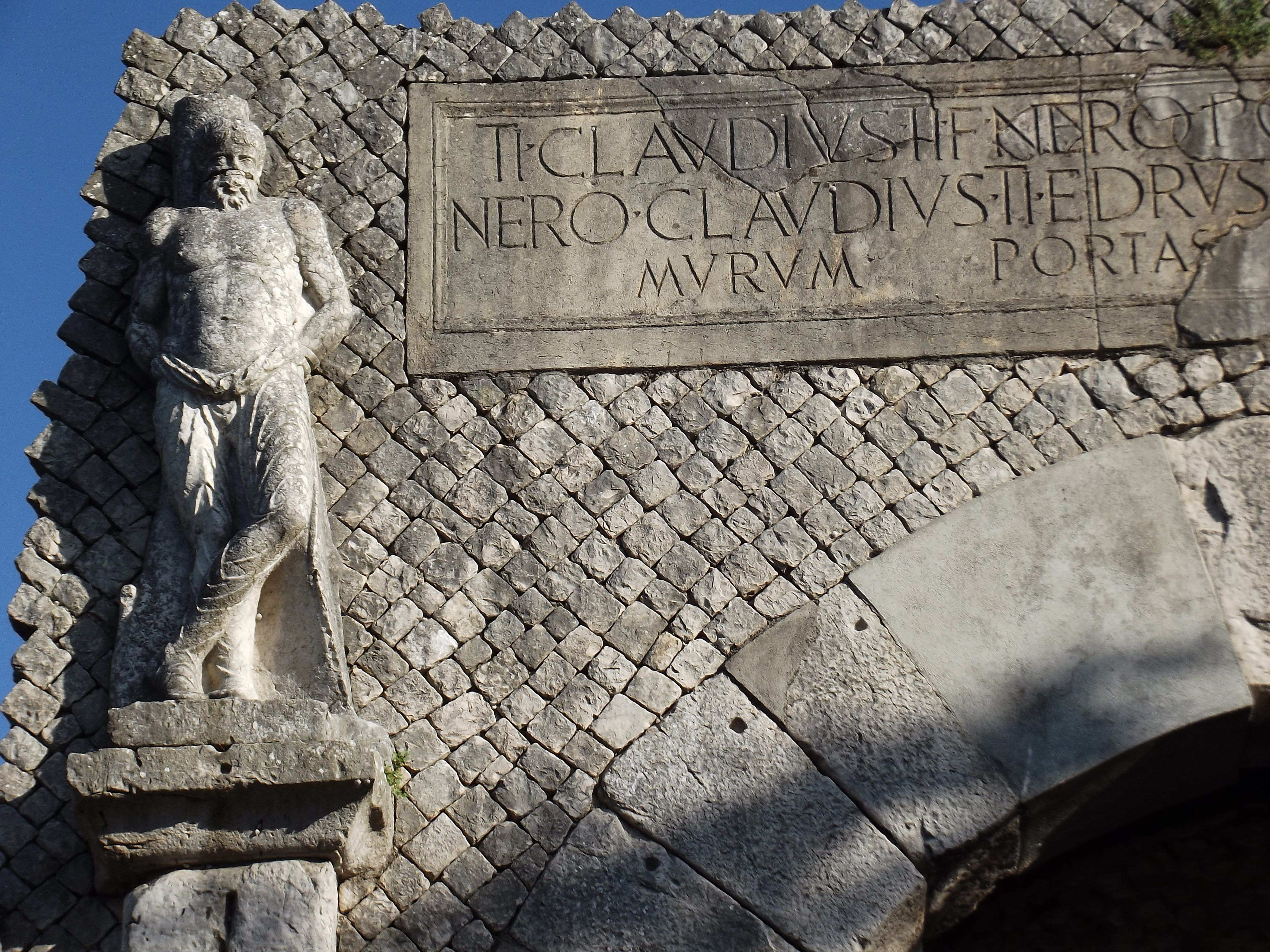
Porta Bojano
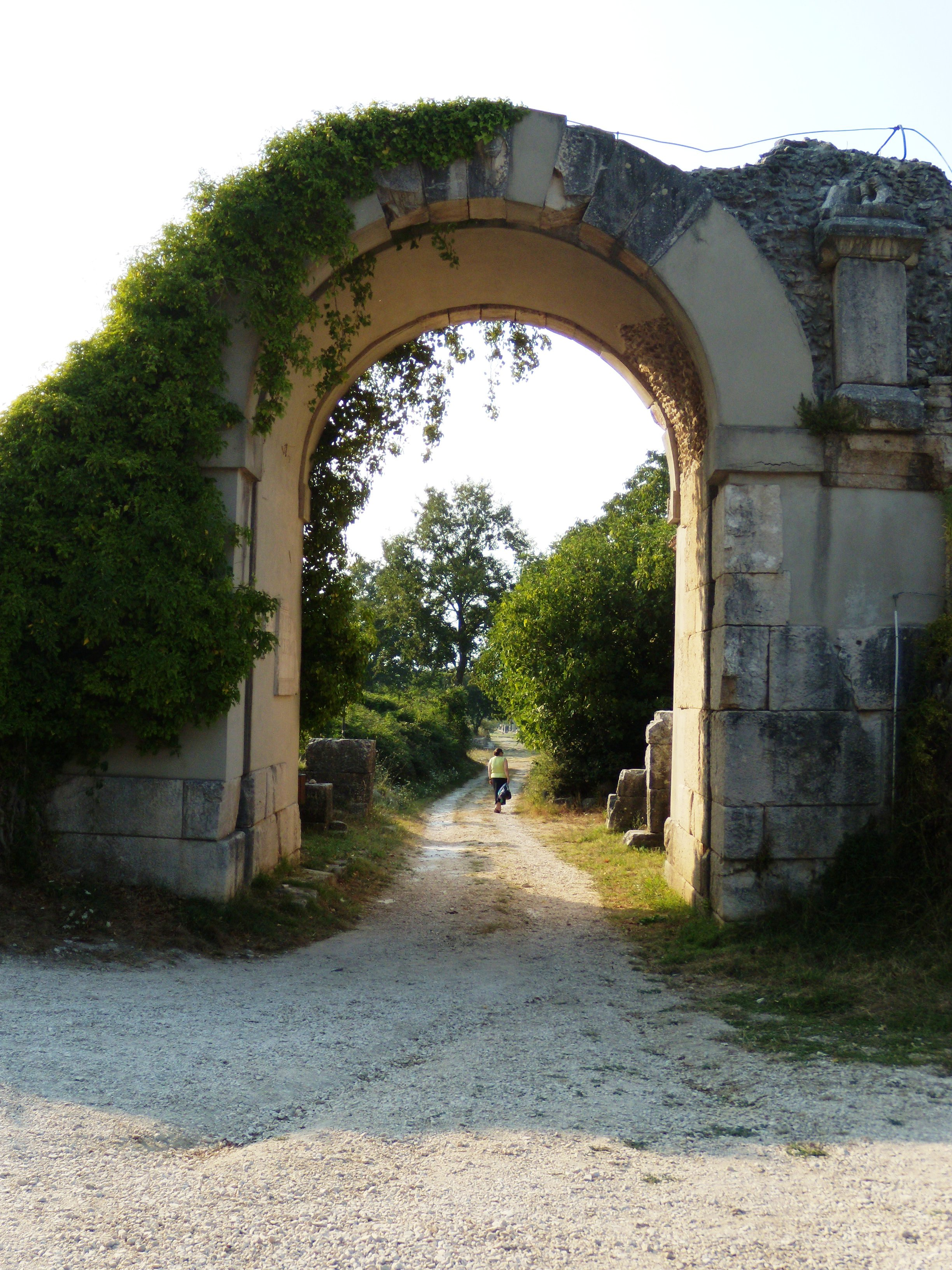
Porta Benevento
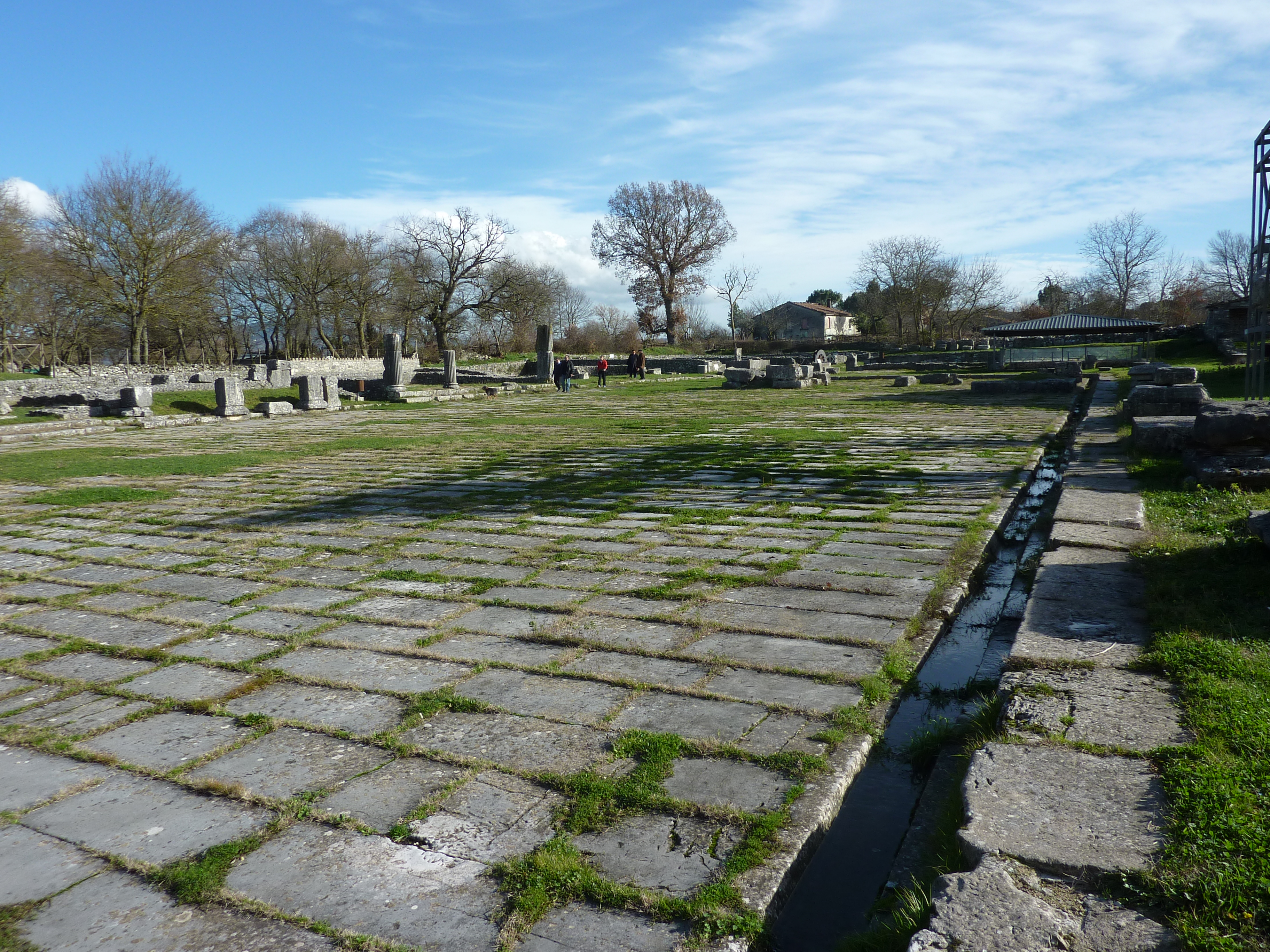
Forum
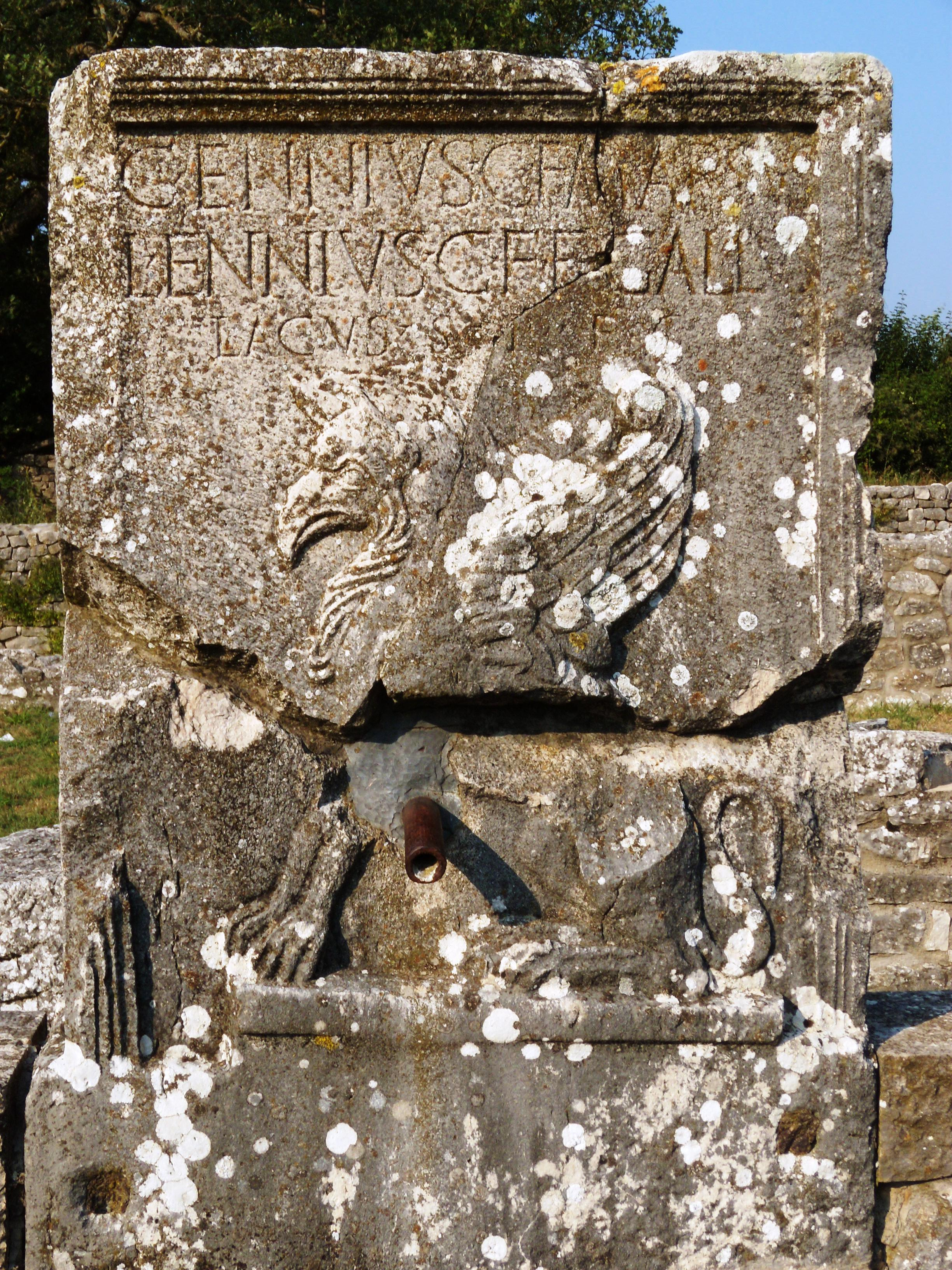
Fontana del Grifo
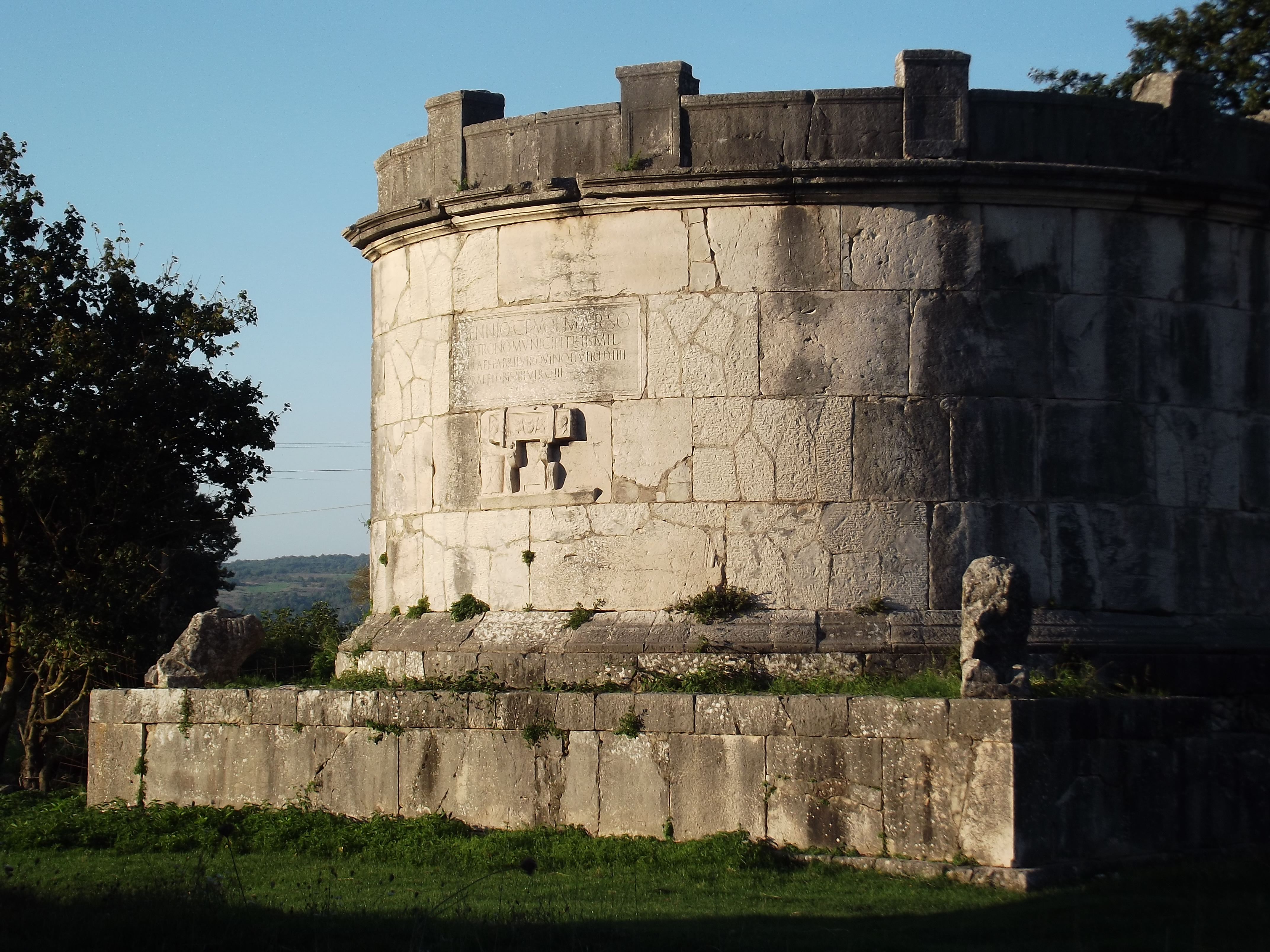
Mausoleum
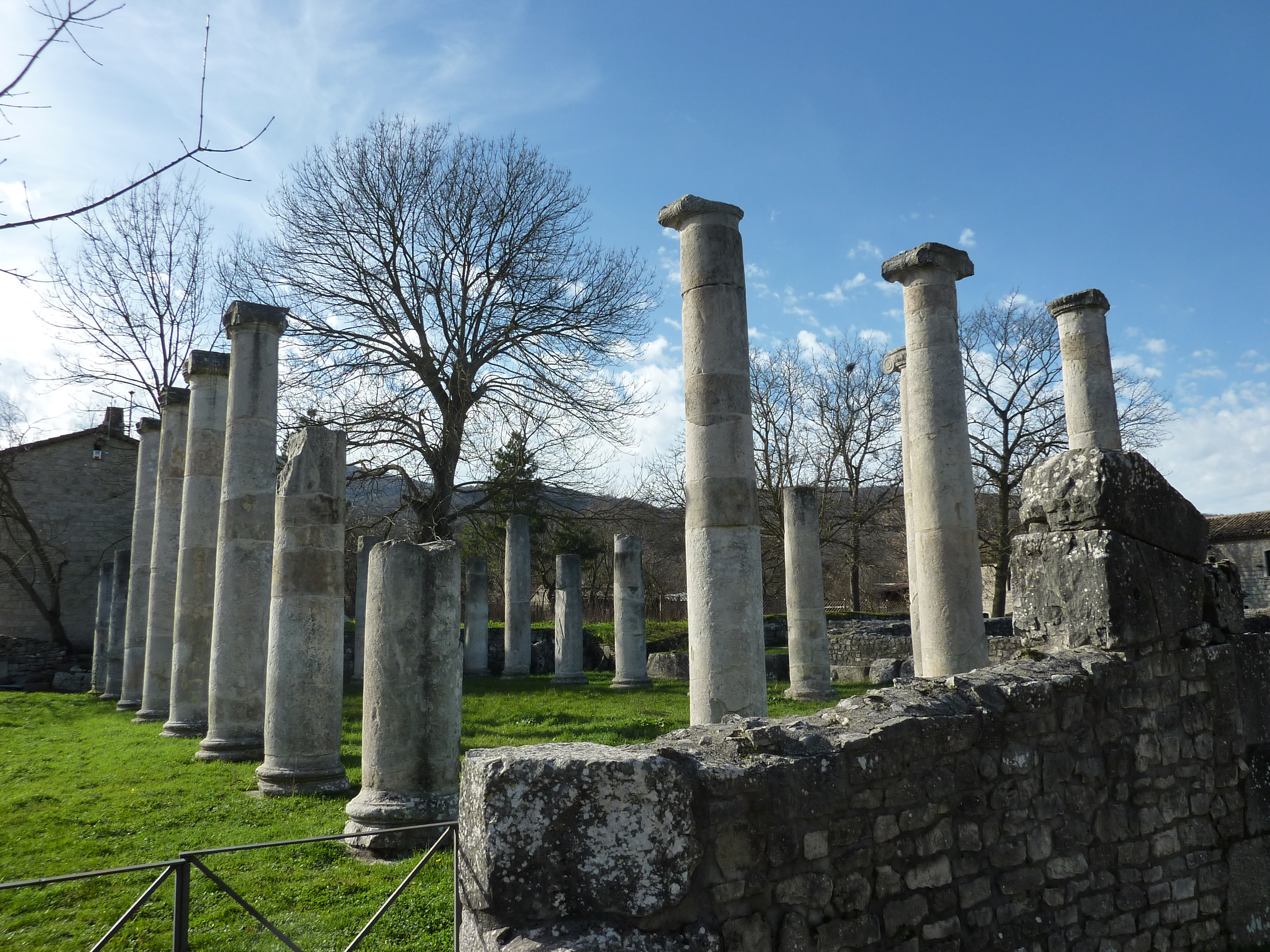
Basilica
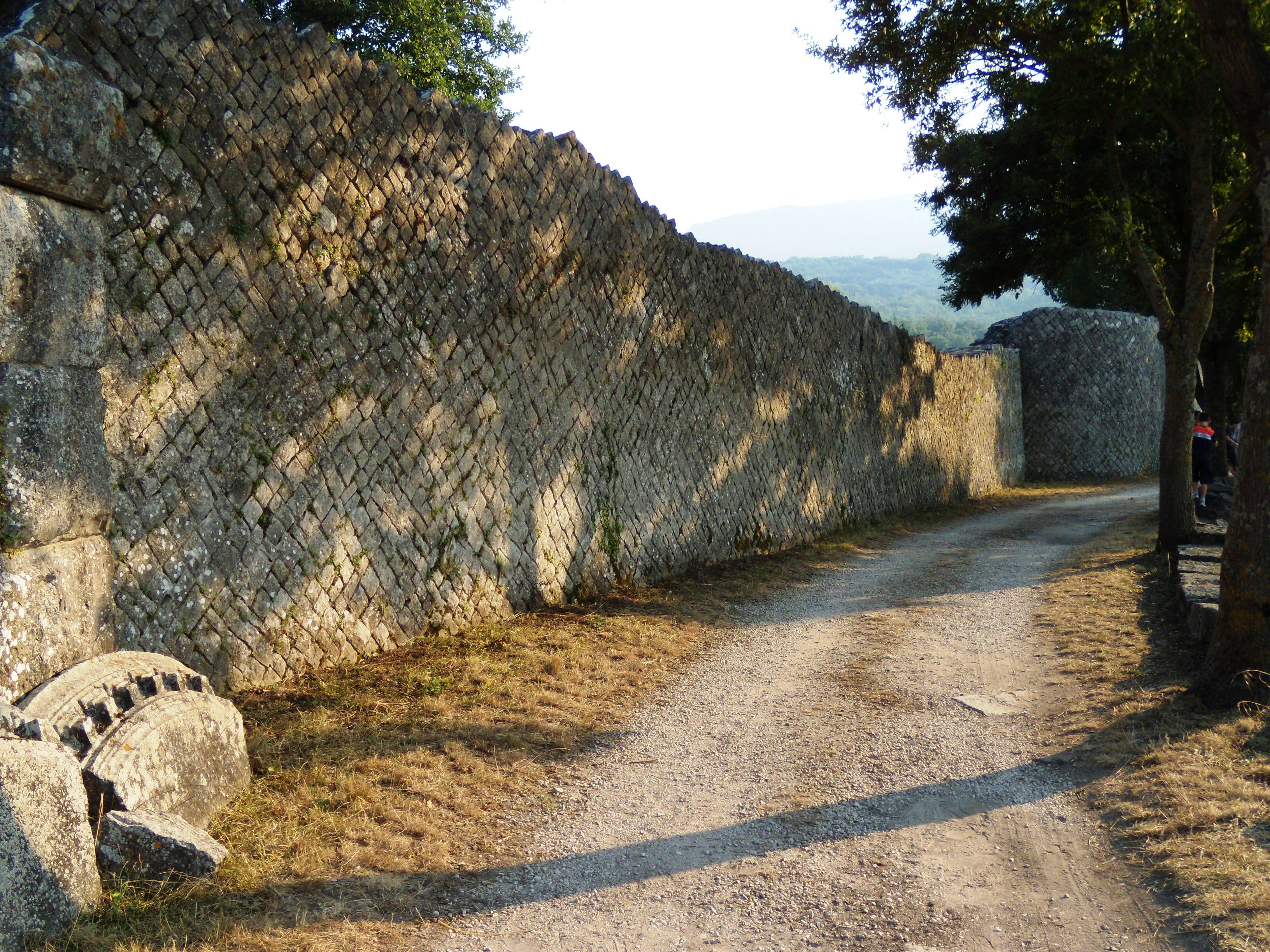
Stadtmauer